# Mohamed Taabouni
Mohamed Taabouni (Haarlem, 29 maart 2002) is een Nederlands voetballer die als middenvelder voor Al-Arabi speelt.

## Carrière
Taabouni speelde tot 2013 in de jeugd van Olympia Haarlem en sindsdien in de jeugd van AZ, waar hij in 2018 een contract tot medio 2020 tekende. Hij debuteerde op 17 november 2018 voor Jong AZ in de Eerste divisie, in een met 3-1 verloren uitwedstrijd tegen Jong PSV. Hij scoorde zijn eerste doelpunt voor Jong AZ op 13 januari 2019, in de met 1-3 gewonnen uitwedstrijd tegen Jong FC Utrecht. Op 4 augustus 2019 zat Taabouni voor het eerst bij de wedstrijdselectie van het eerste elftal van AZ, in de met 4-0 gewonnen thuiswedstrijd tegen Fortuna Sittard. Hij debuteerde op 18 december 2019 in de slotfase van de met 3-0 gewonnen bekerwedstrijd in Alkmaar tegen de amateurs van RKSV Groene Ster. Op 26 juni 2022 werd bekend dat Taabouni transfervrij naar Feyenoord ging. Hij maakte op 21 augustus 2022 zijn officiële debuut voor de Rotterdammers in een uitwedstrijd tegen RKC Waalwijk.

## Clubstatistieken

### Beloften
| Seizoen         | Club            | Land            | Competitie      | Competitie | Competitie | Overig | Overig | Totaal | Totaal |
| Seizoen         | Club            | Land            | Competitie      | Wed.       | Dlp.       | Wed.   | Dlp.   | Wed.   | Dlp.   |
| --------------- | --------------- | --------------- | --------------- | ---------- | ---------- | ------ | ------ | ------ | ------ |
| 2018/19         | Jong AZ         | Nederland       | Eerste divisie  | 10         | 1          | –      | –      | 10     | 1      |
| 2019/20         | Jong AZ         | Nederland       | Eerste divisie  | 23         | 0          | –      | –      | 23     | 0      |
| 2020/21         | Jong AZ         | Nederland       | Eerste divisie  | 31         | 9          | –      | –      | 31     | 9      |
| 2021/22         | Jong AZ         | Nederland       | Eerste divisie  | 32         | 5          | –      | –      | 32     | 5      |
| Totaal beloften | Totaal beloften | Totaal beloften | Totaal beloften | 96         | 15         | 0      | 0      | 96     | 15     |

### Senioren
| Seizoen        | Club           | Land           | Competitie         | Competitie | Competitie | Beker | Beker | Internationaal | Internationaal | Overig | Overig | Totaal | Totaal |
| Seizoen        | Club           | Land           | Competitie         | Wed.       | Dlp.       | Wed.  | Dlp.  | Wed.           | Dlp.           | Wed.   | Dlp.   | Wed.   | Dlp.   |
| -------------- | -------------- | -------------- | ------------------ | ---------- | ---------- | ----- | ----- | -------------- | -------------- | ------ | ------ | ------ | ------ |
| 2019/20        | AZ             | Nederland      | Eredivisie         | 0          | 0          | 1     | 0     | 0              | 0              | –      | –      | 1      | 0      |
| 2020/21        | AZ             | Nederland      | Eredivisie         | 0          | 0          | 0     | 0     | 0              | 0              | 0      | 0      | 0      | 0      |
| 2021/22        | AZ             | Nederland      | Eredivisie         | 1          | 0          | 0     | 0     | 1              | 0              | 0      | 0      | 2      | 0      |
| 2022/23        | Feyenoord      | Nederland      | Eredivisie         | 5          | 0          | 1     | 0     | 1              | 0              | 0      | 0      | 7      | 0      |
| 2023/24        | Al-Arabi       | Qatar          | Qatar Stars League | 0          | 0          | 0     | 0     | 0              | 0              | 0      | 0      | 7      | 0      |
| Carrièretotaal | Carrièretotaal | Carrièretotaal | Carrièretotaal     | 6          | 0          | 2     | 0     | 2              | 0              | 0      | 0      | 10     | 0      |

## Erelijst
| Europees kampioen –17 | 1x | 2019    |
| Feyenoord             |    |         |
| Eredivisie            | 1x | 2022/23 |